# (3176) Paolicchi
(3176) Paolicchi (1979 YP; 1933 DJ; 1939 XB; 1946 TB; 1951 AM1; 1977 ES6) ist ein ungefähr 41 Kilometer großer Asteroid des äußeren Hauptgürtels, der am 13. November 1980 vom jugoslawischen Astronomen Zoran Knežević an der Piszkésteto Station (gehört zum Konkoly-Observatorium) in der Volksrepublik Ungarn (IAU-Code 561) entdeckt wurde.

## Benennung
(3176) Paolicchi wurde nach dem Astrophysiker Paolo Paolicchi benannt, der Professor für Astrophysik an der Universität Pisa war. Seine Forschungstätigkeit umfasste Studien zur Entstehung von Stern- und Planetensystemen sowie zur Kollisionsgeschichte von Asteroiden unseres Sonnensystems. Seine Arbeit an Kleinplaneten konzentrierte sich auf die Entwicklung von Rotationseigenschaften. Die Benennung wurde vom Entdecker Zoran Knežević nach einer Empfehlung der italienischen Astronomen Vincenzo Zappalà und Paolo Farinella vorgeschlagen.